# Воробйов Олексій Володимирович
Олекс́ій Волод́имирович Воробйо́в (рос. Алексе́й Влади́мирович Воробьё́в; 19 січня 1988, Тула, РРФСР, СРСР) — російський музикант і актор, представляв Росію на пісенному конкурсі Євробачення 2011 з піснею «Get You».

## Біографія

### Ранні роки
Олексій Воробйов народився 19 січня 1988 року в Тулі. Батько Олексія — начальник охорони на підприємстві, а мати — домогосподарка. У дитинстві Олексій займався боксом і виступав за Тульську юнацьку команду. Спочатку він хотів пов'язати своє майбутнє з цим видом спорту, але згодом вибрав музику як свою майбутню професію.

### Музична кар'єра
Як учень музичного училища по класу акордеона, Олексій з дитинства неодноразово виступав на різних конкурсах. Після закінчення навчання Олексій приймає рішення знову вступити до музичного училища, але вже на вокальне відділення.
Якийсь час Олексій був солістом тульського фольклорного ансамблю «Насолода» (рос. «Услада»).
У 2005 році він став переможцем IV Дельфійських ігор Росії в номінації «Народний спів» і отримав золоту медаль за сольне виконання.
У тому ж році Олексій приїжджає до Москви і проходить кастинг телеконкурсу «Секрет Успіху». У підсумку, дійшовши в цьому конкурсі до фіналу, він займає третє місце.
Потім Олексій переїжджає до Москви і вступає до Державного музичного училища естрадно-джазового мистецтва. У 2006 році він підписує контракт з Universal Music Russia.
У липні 2006 року під час саміту «Великої вісімки», що проходив у Санкт-Петербурзі, Олексій був одним із виконавців гімну проекту «Юнацька Вісімка», а також виступив на концерті під час церемонії його закриття.
У 2007 році на четвертій церемонії MTV Russia Music Awards Олексій Воробйов отримує премію «Відкриття MTV».
У 2008 році під час відбору на пісенному конкурсі Євробачення 2008 Олексій зі своєю піснею «Новая Русская Калинка» посів п'яте місце в підсумковому заліку. У 2009 році він знову потрапив до числа фіналістів національного відбору на пісенний конкурс Євробачення, але був змушений зняти свою кандидатуру через зайнятість в іншому проекті.
У лютому 2008 року Олексій також отримав приз «Звукова доріжка» МК у номінації «Музика і кіно».

#### Євробачення 2011
У 2011 році Олексій був обраний представником Росії на пісенному конкурсі Євробачення. Співак виступив з піснею «Get You», яка була написана відомим марокканським продюсером Надіром Хаято (RedOne). В тому ж році підписав контракт з музичним продюсером RedOne, відомим роботою із Lady Gaga, Енріке Іглесіасом, Ашером та іншими. Згідно контракту, Воробйов виступав під псевдонімом Алекс Спарроу (Alex Sparrow), що майже дослівний переклад прізвища артиста.
На пісенному конкурсі співак відзначився декількома скандальними діями:
- Після того, як у першому півфіналі було оголошено, що Росія вийшла до фіналу, співак вилаявся нецензурною лайкою [10][11][12][13].
- Міка Ньютон, яка представляла Україну на цьому конкурсі повідомила, що співак пропонував їй інтимну близькість, але вона йому відмовила [14].

22 січня 2013 року Воробйов потрапив у ДТП в Лос-Анджелесі, де записував новий альбом. В результаті зіткнення він отримав черепно-мозкову травму. Артист перебував у реанімації непритомний, його стан лікарі оцінювали як дуже важкий. У зв'язку з аварією робота над альбомом припинена. Також скасовано всі найближчі виступи співака.
Музикант прийшов до тями 24 січня (через два дні після аварії). Його тіло частково паралізовано.

### Акторська кар'єра
Свою кар'єру в кінематографі Олексій розпочав у 2006 році зі зйомок у телесеріалі «Мрії Аліси». Почавши активно зніматися в кіно, Олексій приймає рішення вступати до театрального інституту. Навесні 2008 року він закінчує Державне музичне училище естрадно-джазового мистецтва і потім вступає до Школи-студії МХАТ на курс Кирила Серебреннікова.
У 2010 році Олексій брав участь в реаліті-шоу «Жорстокі ігри», де вийшов у фінал і посів друге місце. Крім того, в тому ж році музикант взяв участь у телешоу «Лід і полум'я», де став переможцем у парі зі знаменитою фігуристкою Тетяною Навкою. У ході проекту Олексій зламав руку, але не відмовився від подальшої участі, продовживши виступати із загіпсованою рукою.
3 березня 2012 року в Тульському академічному театрі драми на закритті XII Російського Кінофестивалю Комедії «Посміхнися, Росія!» Олексій отримав приз президента фестивалю Алли Сурикової за «Найкращу чоловічу роль», за роль у фільмі «Самогубці». У тому ж році Воробйов знявся в серіалі «Деффчонкі».

### Громадська діяльність
У грудні 2007 року на зустрічі Всесвітнього Молодіжної Ради ООН в Нью-Йорку Олексій був обраний Послом Доброї Волі в Росії. У 2008 році він почав співпрацювати з проектом «Dance4Life».

## Дискографія

### Альбоми
- Детектор лжи Воробьёва (2011)

### Сингли
- 2006 — Лето
- 2006 — Русские забили
- 2007 — Алиса
- 2007 — Девчонка
- 2007 — Сейчас или никогда
- 2008 — Desire
- 2008 — Новая Русская Калинка
- 2008 — Тоска
- 2008 — Ты и я
- 2008 — Забудь меня
- 2009 — Аккордеон
- 2009 — Reality
- 2010 — Shout It Out
- 2010 — Бам Бам
- 2011 — Get You

### Кліпи
Станом на грудень 2018 року кліпи Я тебя люблю (2017)  і Сумасшедшая (2015)  набрали більше 100 млн переглядів в Ютубі, причому Сумасшедшая набрала більше 200 млн.
- 2006 — Лето
- 2006 — Русские забили
- 2007 — Алиса
- 2007 — Сейчас или никогда
- 2008 — Новая Русская Калинка
- 2008 — Забудь меня
- 2010 — Shout It Out
- 2010 — Бам Бам
- 2012 — «За твою любовь»
- 2012 — «Больше, чем любовь»
- 2013 — «Золото манит нас» (feat. Бьянка)
- 2013 — «Первая» (Спільно із С. Романовичем і Д. Нефьодовою, режисерська робота Олексія)
- 2013 — «Будь, пожалуйста послабее» (режисерська робота Олексія)
- 2013 — «Почувствуй мою любовь» (режисерська робота Олексія)
- 2014 — «Всегда буду с тобой» (саундтрек до серіалу «Деффчонкі», режисерська робота Олексія)
- 2015 — «Когда растает первый снег» (спільно з Христею)
- 2015 — «#ЯВДРОВА» (feat. Френды) (режисерська робота Олексія)
- 2015 — «Сумасшедшая» (режисерська робота Олексія)[21]
- 2015 — «Девушка лучшего друга» (feat. ФрендЫ) (режисерська робота Олексія)
- 2016 — «Счастлив сегодня и здесь» (режисерська робота Олексія)
- 2016 — «Смотри как я танцую» (feat. ФрендЫ) (режисерська робота Олексія)
- 2016 — «Письмо» (Спільно з Марією Міа) (режисерська робота Олексія)
- 2016 — «Без тебя» (Спільно Артуром Тополевим) (режисерська робота Олексія)
- 2016 — «Самая красивая» (режисерська робота Олексія)
- 2016 — «Всегда буду с тобой» (feat. ФрендЫ) (режисерська робота Олексія)
- 2017 — «Я просто хочу приехать» (режисерська робота Олексія)
- 2017 — «Хочу быть с тобой» (Спільно з Анною Семенович) (режисерська робота Олексія)
- 2017 — «Я обещаю» (feat. Настя Кудрі)
- 2017 — «Я тебя люблю» (I Love You)[20]
- 2018 — «Круглосуточно Твой» (feat. Катя Блейрі) (режисерська робота Олексія)
- 2018 — «С Новым Годом, мой ЛЧ» (feat. Вікторія Дайнеко) (режисерська робота Олексія)

## Фільмографія
| Актор       | Актор                 | Актор        |
| Рік         | Назва                 | Роль         |
| ----------- | --------------------- | ------------ |
| 2006 — 2007 | Мрії Аліси            | Алекс        |
| 2008        | Привіт, Кіндер!       | Макс         |
| 2009        | Золото скіфів         | Гліб         |
| 2009        | Москва. Ру            | Віталій      |
| 2009        | Незакінчений урок     | Ігор         |
| 2010        | Фобос. Клуб страху    | Женя         |
| 2010        | У лісах і на горах    | Олексій      |
| 2010        | Другі                 | Карамишев    |
| 2010        | Ведмежий кут          | Сергій       |
| 2010        | Брат і сестра         | Вася         |
| 2010        | Класні мужики         | Антоніо      |
| 2011        | Одного разу в Ростові | Боб          |
| 2011        | Самогубці             | Олексій      |
| 2015        | Записки Ватикану      | доктор Кулік |